# The Love Brokers
Pour plus de détails, voir Fiche technique et Distribution.
The Love Brokers est un film américain réalisé par E. Mason Hopper, sorti en 1918.

## Synopsis
Charlotte Carter, une jeune artiste, vient de s'installer à New York. Peter Ladislaw, un de ses admirateurs, lui demande de l'aider financièrement et elle promet de le faire pour lui éviter d'être arrêté. Olga Grey la convainc d'épouser un riche amateur d'arts, Gerard Townshend, qui a été blessé lors d'un accident et qui semble près de mourir. Charlotte consent et l'épouse. Mais Gerard est opéré et retrouve la santé. Honteuse de ce qu'elle a fait, Charlotte lui avoue qu'elle l'a épousé pour son argent, mais il lui pardonne. Olga et Peter tentent de les faire divorcer, mais ils sont tombés réellement amoureux l'un de l'autre.

## Fiche technique
- Titre original : The Love Brokers
- Réalisation : E. Mason Hopper
- Scénario : Charles J. Wilson
- Photographie : Jack MacKenzie
- Société de production : Triangle Film Corporation
- Société de distribution : Triangle Distributing Corporation
- Pays de production :  États-Unis
- Langue originale : anglais
- Format : noir et blanc — 35 mm — 1,37:1 — Film muet
- Genre : drame
- Durée : 50 minutes (5 bobines)
- Date de sortie :
  - États-Unis : 31 mars 1918
- Licence : Domaine public

## Distribution
- Alma Rubens : Charlotte Carter
- Texas Guinan : Olga Grey
- Joseph Bennett : Peter Ladislaw
- Lee Hill : Gerard Townshed
- Betty Pearce : Madge L'Estrange
- George C. Pearce : Docteur Catherwood